# Custura (okręg Kluż)
Custura – wieś w Rumunii, w okręgu Kluż, w gminie Cășeiu. W 2011 roku liczyła 44 mieszkańców.